# كوباياشي (ميازاكي)
مدينة كوباياشي (بالإنجليزية: Kobayashi)‏ هي أحد المدن التابعة لمحافظة ميازاكي. تأسست رسميًا في 01/04/1950. ويقدر عدد سكانها بـ 40514 نسمة حسب تقدير مكتب الإحصاء الياباني لعام 2012. تبلغ مساحة كوباياشي 474.23 كم2. بكثافة سكانية تبلغ 85.4 نسمة/كم2.

## روابط خارجية
- الموقع الرسمي لمدينة كوباياشي
- مكتب الإحصاءات البريطاني